# 1601
Năm 1601 (số La Mã: MDCI) là một năm thường bắt đầu vào thứ hai trong lịch Gregory (hoặc một năm thường bắt đầu vào thứ Năm (Julian-1601) của lịch Julius chậm hơn 10 ngày).

## Sinh
- 8 tháng 1 - Baltasar Gracian y Morales, nhà văn Tây Ban Nha (mất 1658)
- 2 tháng 5 - Athanasius Kircher, học giả Dòng Tên Đức (mất 1680)
- 17 tháng 8 - Pierre de Fermat, nhà toán học người Pháp (mất 1665)
- 22 tháng 8 - Georges de Scudéry, tiểu thuyết gia người Pháp, nhà viết kịch, nhà thơ (mất 1667)
- 13 tháng 9 - Jan Brueghel Trẻ, họa sĩ Flemish (mất 1678)
- 22 tháng 9 - Anna của Áo, Hoàng hậu của Louis XIII của Pháp và Nhiếp chính (mất 1666)
- 27 tháng 9 - Vua Louis XIII của Pháp (mất 1643)
- Không rõ ngày:
  - William Coddington, thống đốc đầu tiên của Rhode Island (mất 1678)
  - Jacques Gaffarel, tiếng Pháp thư viện và nhà chiêm tinh (mất 1681)
- Có thể xảy ra:
  - Adrian Scrope, người Anh, kẻ giết vua (mất 1660)
  - François Tristan l'Hermite, nhà viết kịch Pháp (mất 1655)